# Román Navarro
Román Navarro García Vinuesa, (La Coruña, 28 de febrero de 1854-íd. 10 de septiembre de 1928) fue un pintor y militar gallego.

## Trayectoria
Estudió en la Escuela de Artes de la Coruña, convirtiéndose en profesor ayudante en 1885. Fue redactor e ilustrador de El Domingo y El Día de Fiesta. En 1894 fue a Italia con una beca de la Diputación Provincial de La Coruña Viajó por Europa.
De vuelta a España obtuvo la cátedra de Dibujo de la Escuela de Artes de Barcelona, que un año después permutó con José Ruiz Blasco (padre de Pablo Picasso) por la de la Escuela de Artes de la Coruña, que llegaría a dirigir.
En el ejército, donde solicitó la jubilación alrededor de 1916, consiguió el empleo de teniente coronel de caballería.

## Obra
Varias instituciones gallegas poseen obras de Román Navarro:
- La Diputación Provincial de la Coruña, nueve óleos.
- El Museo de Bellas Artes de la Coruña, cuatro óleos, una plumiña, una acuarela y una litografía.
- La Colección Afundación, dos óleos y un dibujo.
- La Fundación María José Jove, una obra: Batalla de Tetuán.

## Galería de imágenes
|                                                             |
| Baño de Cabalos, 1871-1920, Museo de Belas Artes da Coruña. |

|                                          |
| Neno con traxe escocés, 1878-1928, ídem. |

|                                                               |
| Dalle pan ó neno (detalle), 1884, Colección Novacaixagalicia. |

|                                                      |
| Retrato do Cardeal Payá, 1885, Deputación da Coruña. |

|                                                                |
| Lanceiros da Raíña, 1900-1925, Museo de Belas Artes da Coruña. |

|                  |
| A Leiteira, 1923 |